# Syrrhopodon terebellum
Syrrhopodon terebellum är en bladmossart som beskrevs av C. Müller 1857. Syrrhopodon terebellum ingår i släktet Syrrhopodon och familjen Calymperaceae. Inga underarter finns listade i Catalogue of Life.